# Secrétaire d'État à la Guerre (Royaume-Uni)

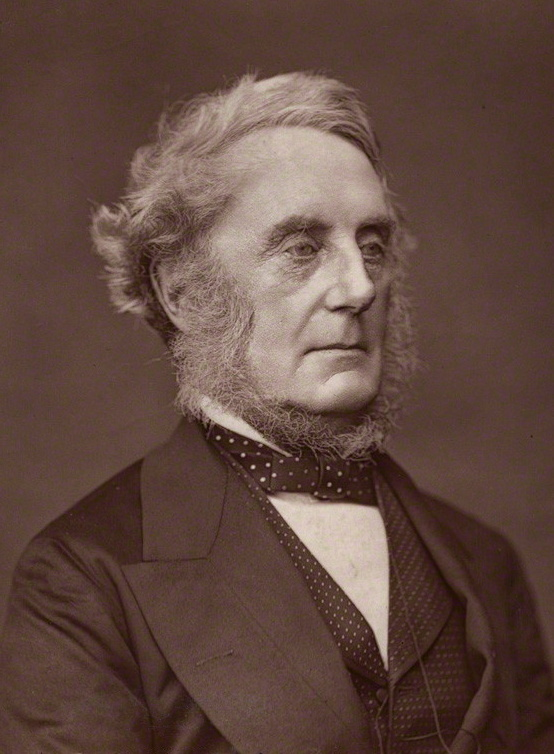
Edward Cardwell, plus tard vicomte Cardwell, secrétaire d'État à la Guerre de 1868 à 1874, architecte des réformes Cardwell.

Le poste de secrétaire d'État à la Guerre, plus communément appelé secrétaire à la Guerre, est un ancien poste du gouvernement du Royaume-Uni, occupé pour la première fois par Henry Dundas, nommé en 1794. En 1801, il fut modifié en secrétaire d'État à la Guerre et aux Colonies, avant de reprendre son nom d'origine en 1854. Il cessa d'être un poste du cabinet en 1946, après la création d'un poste de ministre de la Défense (en) distinct de celui de Premier ministre. Il fut supprimé le 1er avril 1964, comme les postes de lords de l'Amirauté et secrétaire d'État à l'Air, lors de la création du secrétariat d'État à la Défense qui réunissait ces trois rôles.
Président de la commission de contrôle[Quoi ?]

## Liste des secrétaire d'État à la Guerre, 1794–1801
| Nom | Nom          | Nom | Entrée en fonction | a quitté ses fonctions | Parti |
| --- | ------------ | --- | ------------------ | ---------------------- | ----- |
|     | Henry Dundas |     | 11 juillet 1794    | 17 mars 1801           | Tory  |

Pour 1801 à 1854 voir Secrétaire d'État à la Guerre et aux Colonies

## Liste des secrétaire d'État à la Guerre, 1854–1964
| Nom | Nom                           | Nom | Entrée en fonction | a quitté ses fonctions | Parti                                                               |
| --- | ----------------------------- | --- | ------------------ | ---------------------- | ------------------------------------------------------------------- |
|     | Henry Pelham-Clinton          |     | 12 juin 1854       | 30 janvier 1855        | Peelite                                                             |
|     | Fox Maule-Ramsay              |     | 8 février 1855     | 21 février 1858        | Whig                                                                |
|     | Jonathan Peel                 |     | 26 février 1858    | 11 juin 1859           | Conservateur                                                        |
|     | Sidney Herbert                |     | 18 juin 1859       | 22 juillet 1861        | libéral                                                             |
|     | George Cornewall Lewis        |     | 23 juillet 1861    | 13 avril 1863          | libéral                                                             |
|     | George Robinson               |     | 28 avril 1863      | 16 février 1866        | libéral                                                             |
|     | Spencer Cavendish             |     | 16 février 1866    | 26 juin 1866           | libéral                                                             |
|     | Jonathan Peel                 |     | 6 juillet 1866     | 8 mars 1867            | Conservateur                                                        |
|     | John Pakington                |     | 8 mars 1867        | 1er décembre 1868      | Conservateur                                                        |
|     | Edward Cardwell               |     | 9 décembre 1868    | 17 février 1874        | libéral                                                             |
|     | Gathorne Hardy                |     | 21 février 1874    | 2 avril 1878           | Conservateur                                                        |
|     | Frederick Stanley             |     | 2 avril 1878       | 21 avril 1880          | Conservateur                                                        |
|     | Hugh Childers                 |     | 28 avril 1880      | 16 décembre 1882       | libéral                                                             |
|     | Spencer Cavendish             |     | 16 décembre 1882   | 9 juin 1885            | libéral                                                             |
|     | William Henry Smith           |     | 24 juin 1885       | 21 janvier 1886        | Conservateur                                                        |
|     | Gathorne Gathorne-Hardy       |     | 21 janvier 1886    | 6 février 1886         | Conservateur                                                        |
|     | Henry Campbell-Bannerman      |     | 6 février 1886     | 20 juillet 1886        | libéral                                                             |
|     | William Henry Smith           |     | 3 août 1887        | 14 janvier 1887        | Conservateur                                                        |
|     | Edward Stanhope               |     | 14 janvier 1887    | 11 août 1892           | Conservateur                                                        |
|     | Henry Campbell-Bannerman      |     | 18 août 1892       | 21 juin 1895           | libéral                                                             |
|     | Henry Petty-Fitzmaurice       |     | 4 juillet 1895     | 12 novembre 1900       | Unioniste libéral                                                   |
|     | John Brodrick                 |     | 12 novembre 1900   | 6 octobre 1903         | Conservateur                                                        |
|     | Hugh Oakeley Arnold-Forste    |     | 6 octobre 1903     | 4 décembre 1905        | Unioniste libéral                                                   |
|     | Richard Haldane               |     | 10 décembre 1905   | 12 juin 1912           | libéral                                                             |
|     | Jack Seely                    |     | 12 juin 1912       | 30 mars 1914           | libéral                                                             |
|     | Herbert Henry Asquith         |     | 30 mars 1914       | 5 août 1914            | libéral                                                             |
|     | Horatio Herbert Kitchener     |     | 5 août 1914        | 5 juin 1916            | Aucun (Coalition)                                                   |
|     | David Lloyd George            |     | 6 juillet 1916     | 5 décembre 1916        | libéral (Coalition)                                                 |
|     | Edward Stanley                |     | 10 décembre 1916   | 18 avril 1918          | Conservateur (Coalition)                                            |
|     | Alfred Milner                 |     | 18 avril 1918      | 10 janvier 1919        | Conservateur (Coalition)                                            |
|     | Winston Churchill             |     | 10 janvier 1919    | 13 février 1921        | libéral (Coalition)                                                 |
|     | Laming Worthington-Evans      |     | 13 février 1921    | 19 octobre 1922        | Conservateur (Coalition)                                            |
|     | Edward Stanley                |     | 24 octobre 1922    | 22 janvier 1924        | Conservateur                                                        |
|     | Stephen Walsh                 |     | 22 janvier 1924    | 3 novembre 1924        | travailliste                                                        |
|     | Laming Worthington-Evans      |     | 6 novembre 1924    | 4 juin 1929            | Conservateur                                                        |
|     | Tom Shaw                      |     | 7 juin 1929        | 24 août 1931           | travailliste                                                        |
|     | Robert Crewe-Milnes           |     | 25 août 1931       | 5 novembre 1931        | libéral (Gouvernement national)                                     |
|     | Douglas Hogg                  |     | 5 novembre 1931    | 7 juin 1935            | Conservateur (Gouvernement national)                                |
|     | Edward Frederick Lindley Wood |     | 7 juin 1935        | 22 novembre 1935       | Conservateur (Gouvernement national)                                |
|     | Duff Cooper                   |     | 22 novembre 1935   | 28 mai 1937            | Conservateur (Gouvernement national)                                |
|     | Leslie Hore-Belisha           |     | 28 mai 1937        | 5 janvier 1940         | National Libéral (Gouvernement national; Gouvernement de la guerre) |
|     | Oliver Stanley                |     | 5 janvier 1940     | 11 mai 1940            | Conservateur (Gouvernement de la guerre)                            |
|     | Anthony Eden                  |     | 11 mai 1940        | 22 décembre 1940       | Conservateur (Coalition)                                            |
|     | David Margesson               |     | 22 décembre 1940   | 22 février 1942        | Conservateur (Coalition)                                            |
|     | Percy James Grigg             |     | 22 février 1942    | 26 juillet 1945        | National (Coalition;Govt Caretaker                                  |
|     | Jack Lawson                   |     | 3 août 1945        | 4 octobre 1946         | travailliste                                                        |
|     | Frederick Bellenger           |     | 4 octobre 1946     | 7 octobre 1947         | travailliste                                                        |
|     | Emanuel Shinwell              |     | 7 octobre 1947     | 28 février 1950        | travailliste                                                        |
|     | John Strachey                 |     | 28 février 1950    | 26 octobre 1951        | travailliste                                                        |
|     | Antony Head                   |     | 31 octobre 1951    | 18 octobre 1956        | Conservateur                                                        |
|     | John Hare                     |     | 18 octobre 1956    | 6 janvier 1958         | Conservateur                                                        |
|     | Christopher Soames            |     | 6 janvier 1958     | 27 juillet 1960        | Conservateur                                                        |
|     | John Profumo                  |     | 27 juillet 1960    | 5 juin 1963            | Conservateur                                                        |
|     | Joseph Godber                 |     | 27 juin 1963       | 21 octobre 1963        | Conservateur                                                        |
|     | James Ramsden                 |     | 21 octobre 1963    | 1er avril 1964         | Conservateur                                                        |